# Saint-Cirq (Tarn e Garonna)
Saint-Cirq è un comune francese di 477 abitanti situato nel dipartimento del Tarn e Garonna nella regione dell'Occitania.

## Società

### Evoluzione demografica
Abitanti censiti